# Philip Baker Hall
Philip Baker Hall (Toledo, Ohio; 10 de septiembre de 1931-Los Ángeles, California; 12 de junio de 2022) fue un actor estadounidense.

## Primeros años
Nació en Toledo (Ohio), hijo de un operario de fábrica originario de Montgomery, Alabama. Asistió a la Universidad de Toledo. De joven, sirvió en el ejército, formó una familia y se convirtió en profesor de inglés de escuela secundaria. En 1961 decidió convertirse en actor. Se mudó a Nueva York donde tuvo éxito en producciones de Broadway y off-Broadway.

## Carrera
En 1975, se mudó a Los Ángeles para comenzar su carrera en la televisión. Desde entonces ha realizado más de 200 roles de invitado en shows de televisión.
Ha protagonizado varios films, incluyendo Secret Honor de Robert Altman en donde interpretó a Richard Nixon, pero no había ganado mucho reconocimiento por sus interpretaciones hasta que Paul Thomas Anderson escribiera un papel en su film Hard Eight especialmente para Hall; y luego trabajase en sus subsecuentes películas Boogie Nights y Magnolia.
Adicionalmente, trabajó en películas como Midnight Run, Ghostbusters II, Cradle Will Rock, Rush Hour, Say Anything..., La Roca, The Truman Show, The Talented Mr. Ripley, Bruce Almighty, You Kill Me, In Good Company, Dogville, The Amityville Horror, The Matador, The Sum of All Fears, Zodiac y All Good Things. Entre 2006 y 2007 apareció como coprotagonista de la sitcom The Loop.
También es conocido por trabajar en la serie Seinfeld como el Lt. Joe Bookman, el "librero policía" en el episodio "The Library" de 1991. Repitió el papel en el final de 1998 cuando su personaje es uno de los tantos que testifican en contra de Jerry. Recientemente ha interpretado al malhumorado Dr. Morrison, el médico de Larry David, en Curb Your Enthusiasm y al malhumorado vecino de la familia Dunphy en Modern Family.

## Filmografía
- Cowards (1970)
- Secret Honor (1984)
- Three O'Clock High (1987)
- Midnight Run (1988)
- Ghostbusters II (1989)
- Kiss of Death (1995)
- Sydney (1996)
- La Roca (1996)
- Air Force One (1997)
- Boogie Nights (1997)
- Enemy of the State (1998)
- Sour Grapes (1998)
- Psicosis (1998)
- Rush Hour (1998)
- The Truman Show (1998)
- Magnolia (1999)
- The Insider (1999)
- The Talented Mr. Ripley (1999)
- Lost Souls (2000)
- A Gentleman's Game (2000)
- Rush Hour 2 (2001)
- The Sum of All Fears (2002)
- Bruce Almighty (2003)
- Curb Your Enthusiasm (serie de televisión) (2004)
- The Amityville Horror (2005)
- Duck (2005)
- The Matador (2005)
- The Zodiac (2005)
- Monk (serie de televisión) (2005)
- The Shaggy Dog (2006)
- Rush Hour 3 (2007)
- Zodiac (2007)
- Psych (2008)
- Fired Up (2009)
- All Good Things (2010)
- 50/50 (2011)
- Modern Family (serie de televisión) (2011, 2012)
- Mr. Popper's Penguins (2011)
- The Chicago 8 (2011)
- Argo (2012)
- Bending the Rules (2012)
- Playing It Cool (2014)
- Person to Person (2017)
- The Last Word (2017)